# Kassoum Ouattara
Kassoum Ouattara (Parijs, 14 oktober 2004) is een Frans voetballer die bij voorkeur als linksback speelt. Hij tekende in 2023 voor AS Monaco.

## Clubcarrière
Op 7 juli 2022 tekende Ouattara zijn eerste profcontract bij Amiens. Op 20 augustus 2022 debuteerde hij in de Ligue 2 tegen SC Bastia. Op 1 november 2023 tekende hij een vijfjarig contract bij AS Monaco.